# Euploea lewinii
Euploea lewinii is een vlinder uit de familie Nymphalidae, onderfamilie Danainae.
De wetenschappelijke naam van de soort is voor het eerst geldig gepubliceerd in 1865 door C. & R. Felder.